# Cremastra
Cremastra es un género de orquídeas de hábitos terrestres. Tiene cuatro especies . Es originario del extremo oriente de Rusia hasta Indochina.

## Descripción
Son orquídeas terrestres que tienen agrupaciones de pseudobulbos ovoides que llevan una o dos hojas erectas o suberectas. Produce una inflorescencia en forma de racimo erecto y lateral sin ramificación con pocas a muchas flores tubulares y estrechas, tiene cuatro polinias. 

## Taxonomía
El género fue descrito por John Lindley y publicado en The Genera and Species of Orchidaceous Plants 172. 1833.

## Especies deCremastra
- Cremastra aphylla  T.Yukawa (1999)
- Cremastra appendiculata  (D.Don) Makino (1904) - especie tipo
- Cremastra guizhouensis  Q.H.Chen & S.C.Chen (2003)
- Cremastra unguiculata  (Finet) Finet 5 (189